# Жиро, Жозеф-Этьен
Жозе́ф-Этье́н Жиро́ (фр. Joseph Étienne Giraud; 31 января 1808, Бриансон, Верхние Альпы — 28 мая 1877, Париж) — французский врач и энтомолог. Доктор медицины. писатель
, мемуарист.

## Биография
Окончил коллеж в Амбрёне. Изучал медицину в Париже, в 1839 году защитил докторскую диссертацию.
С 1852 года был членом энтомологического общества Франции, вице-президент — в 1869 году, президент общества в 1870 году, с 1874 года — почётный президент.
Практиковал медицину в Австрии (Вена), Германии, Венгрии, Западной Украине, Бессарабии, два года — в Риме, где обслуживал членов семьи Чарторыйских.
Вернувшись в столицу Австрийской империи, основал зоолого-ботаническое общество Вены и стал его президентом. Автор ряда мемуаров, многие из которых были опубликованы на французском или немецком языках.
В 1864 году вернулся во Францию.
Специалист по перепончатокрылым, особенно жесткокрылым.
Из-за болезни спинного мозга не смог продолжать исследования, в том числе проект по доисторической геологии окрестностей Вальлуиза.

## Избранные труды
- Note sur un Hyménoptère nouveau du genre Ampulex, trouvé aux environs de Vienne.Verhandlungen der kaiserlich-königlichen Zoologisch-Botanischen Gesellschaft in Wien 8:441-448 (1858).
- Signalements de quelques espèces nouvelles de Cynipides et de leurs Galles. Verhandlungen des Zoologisch-Botanischen Vereins in Wien 9.:337-374 (1859)
- Hyménoptères recueillis aux environs de Suse, en Piémont, et dans le département des Hautes-Alpes, en France; et Description de quinze espèces nouvelles. Verhandlungen der kaiserlichköniglichen Zoologisch-Botanischen Gesellschaft in Wien 13:11-46 (1863).
- Mémoire sur les Insectes qui vivent sur le Roseau common, Phragmites communis Trin.(Arundo phragmites L.) et plus spécialement sur ceux de l’ordre des Hyménoptères.Verhandlungen der kaiserlich-königlichen Zoologisch-Botanischen Gesellschaft in Wien 13:1251-1312, pl. XXII. (1863).
- Mémoire sur les Insecte qui habitent les tiges sèches de la Ronce. Annales de la Société Entomologique de France (Série 4) 6:443-500.
- Observations hyménoptérologiques. Hyménoptère nouveau de la famille des fouisseurs.Annales de la Société Entomologique de France (Série 4) 9:469-473 (1869).
- Liste des éclosions d’insects observées par le Dr Joseph-Étienne Giraud … recueillie et annotée par M. le Dr Alexandre Laboulbène. Annales de la Société Entomologique de France (Ser. 5), 7, 397—436 (1877).
- Coleopterenfauna von Gastein Verh. zool.-bot. Ver. Wien, 1: 84-98, 132—140 (1852).